# Кротово (Доволенский район)
Кротово — деревня в Доволенском районе Новосибирской области России. Административный центр Ярковского сельсовета.

## География
Площадь деревни — 69 гектар

## История
Основана в 1908 году. В 1926 году аул Кротовский состоял из 77 хозяйств, основное население — киргизы. Центр Кротовского сельсовета Баклушевского района Барабинского округа Сибирского края.

## Население
| 1926 | 2002 | 2007 | 2010 |
| ---- | ---- | ---- | ---- |
| 390  | ↘200 | ↘127 | ↘122 |

## Инфраструктура
В деревне по данным на 2007 год функционируют 1 учреждение здравоохранения, 2 образовательных учреждения.